# リン・ジェニングス
リン・ジェニングス（Lynn Jennings、1960年7月1日 - ）は、アメリカ合衆国の陸上競技選手。1992年バルセロナオリンピックの銅メダリストである。

## 経歴
高校時代、男子ばかりのクロスカントリーチームに所属し、チームの中心選手として活躍。17歳の時には、ボストンマラソンに挑戦。非公式での出場であったため公式タイムはないが、2時間46分くらいの記録を残している。
大学進学後、いったん競技から離れるも、ロサンゼルスオリンピックのジョーン・ベノイトの金メダルに感化され、再び走る決意をする。ベノイトと同じチームに入り、トレーニングを開始。オリンピック初出場となった、1988年ソウルオリンピックでは10000mで6位入賞を果たす。1990年からは、世界クロスカントリー選手権3連覇を達成。
そして、2度目のオリンピックとなった、1992年バルセロナオリンピックでは、31分19秒89の米国新記録で、エチオピアのデラルツ・ツル、南アフリカ共和国のエレナ・マイヤーに次いで銅メダルを獲得した。ジェニングスのメダルは、アメリカの女子選手としてオリンピックの1500m以上のトラック種目で獲得した初めてのメダルとなった。

## 自己ベスト
- 3000m - 8分59秒20 (1994年)
- 5000m - 15分11秒38 (1995年)
- 10000m - 31分19秒89 (1992年)
- ハーフマラソン - 1時間11分41秒 (1999年)

## 主な実績
| 年   | 大会                       | 場所                       | 種目   | 結果 | 記録       |
| ---- | -------------------------- | -------------------------- | ------ | ---- | ---------- |
| 1987 | 世界陸上競技選手権大会     | ローマ(イタリア)           | 10000m | 6位  | 31分45秒23 |
| 1988 | オリンピック               | ソウル(韓国)               | 10000m | 6位  | 31分39秒93 |
| 1991 | 世界陸上競技選手権大会     | 東京(日本)                 | 10000m | 5位  | 31分54秒44 |
| 1992 | オリンピック               | バルセロナ(スペイン)       | 10000m | 3位  | 31分19秒89 |
| 1993 | 世界室内陸上競技選手権大会 | トロント(カナダ)           | 3000m  | 3位  | 9分03秒78  |
| 1993 | 世界陸上競技選手権大会     | シュトゥットガルト(ドイツ) | 10000m | 5位  | 31分30秒53 |
| 1995 | 世界室内陸上競技選手権大会 | バルセロナ(スペイン)       | 3000m  | 2位  | 8分55秒23  |
| 1996 | オリンピック               | アトランタ(アメリカ合衆国) | 5000m  | 9位  | 15分17秒50 |